# George Eastman
Pour les articles homonymes, voir Eastman (homonymie).
Pour l'acteur italien, voir George Eastman (acteur).
George Eastman, né le 12 juillet 1854 à Waterville, NY, et mort le 14 mars 1932 à Rochester, NY, est un industriel américain. Il est le fondateur de la société Kodak.
Inventeur et philanthrope, il est connu pour avoir révolutionné la photographie en fabriquant en série le premier appareil photographique portable. Ce faisant, il a transformé un processus lourd et compliqué en un processus facile à utiliser et accessible à tous.

## Biographie
Scolarisé chez lui durant son enfance, il s'intéresse à la photographie grâce à un pensionnaire de sa maison. En 1877, il abandonne sa carrière d'employé de banque pour se tourner vers la photographie. Sa spécialité est la préparation et l'application des émulsions complexes (revêtements de sels d'argent liquide) utilisés à l'époque dans le développement de presque toutes les plaques photographiques. Cependant, inspiré par un article dans un almanach britannique, Eastman rêvait de créer une « plaque sèche » de processus de développement : un film sec qui rendrait le processus de développement bien plus simple, et pourrait être contenu à l'intérieur d'appareils photos beaucoup plus petits et légers. En deux ans, Eastman construit une « Méthode et appareil pour plaques de revêtement » (brevet # 226503, délivré en 1879) qui fait de la plaque sèche de photographie une réalité. 
En 1888, Eastman met sur le marché le premier film commercial au monde : basé sur du celluloïd transparent et flexible - selon le procédé mis au point par le photographe John Carbutt l'année précédente - il peut être coupé en bandes étroites et enroulé en un rouleau sur une broche. En parallèle, Eastman présente son « Kodak » sur le marché, appareil photo conçu pour utiliser la pellicule inventée par John Carbutt. Le principe est simple mais révolutionnaire : une caméra boîtier compact avec suffisamment de film pour cent photos, au prix de 25 dollars. « Vous appuyez sur le bouton, nous faisons le reste », promettait George Eastman en 1888 avec ce slogan publicitaire pour son appareil photo Kodak. En effet, après l'exposition, l'ensemble est retourné à la compagnie à Rochester, New York, où le film est développé, les gravures faites et un nouveau film est inséré puis retourné au client. Quelles que soient les améliorations apportées depuis lors, toutes les caméras portatives non-numériques utilisées aujourd'hui ont évolué à partir de ce premier Kodak. 
Parmi ses autres innovations, George Eastman a mis au point un film amélioré pour la caméra d'Edison à partir de 1891. En 1900, la caméra Brownie, conçue pour Eastman par Frank Brownell, a été lancée à un prix de détail d'un dollar. Avec un film offrant vingt expositions pour 15 cents, cet appareil était encore plus pratique et abordable. 
En 1925, Eastman a abandonné la gestion quotidienne de Kodak, devenant président du conseil d'administration. Il s'est par la suite concentré sur les activités philanthropiques.
En 1932, il met fin à ses jours en laissant une note à ses amis qui disait : « Mon œuvre est accomplie, pourquoi attendre ? »

## Mécénat et politique sociale
Eastman se sépara de la moitié de sa fortune en 1924. Durant sa vie, il a donné un montant estimé à 100 millions de dollars, principalement à l'université de Rochester ainsi qu'au Massachusetts Institute of Technology (MIT), sous le nom de « M. Smith ». Il fut également un des premiers industriels à distribuer une partie de ses bénéfices à ses employés sous forme de primes de rendement.
Il fonda à Paris l'Institut dentaire George-Eastman et un autre à Bruxelles.
Sa maison, la George Eastman House, est maintenant un centre d'archives et un musée de la photographie de réputation mondiale.
Eastman détestait qu'on le prenne en photo.

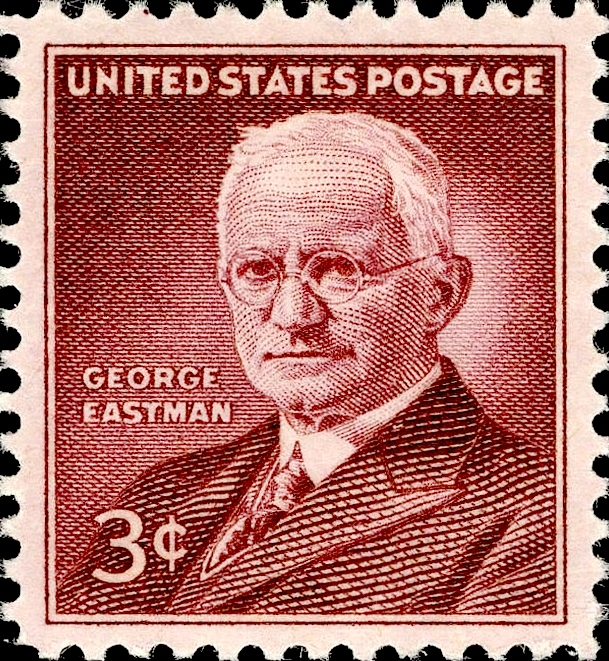
Un timbre postal américain de 1954.
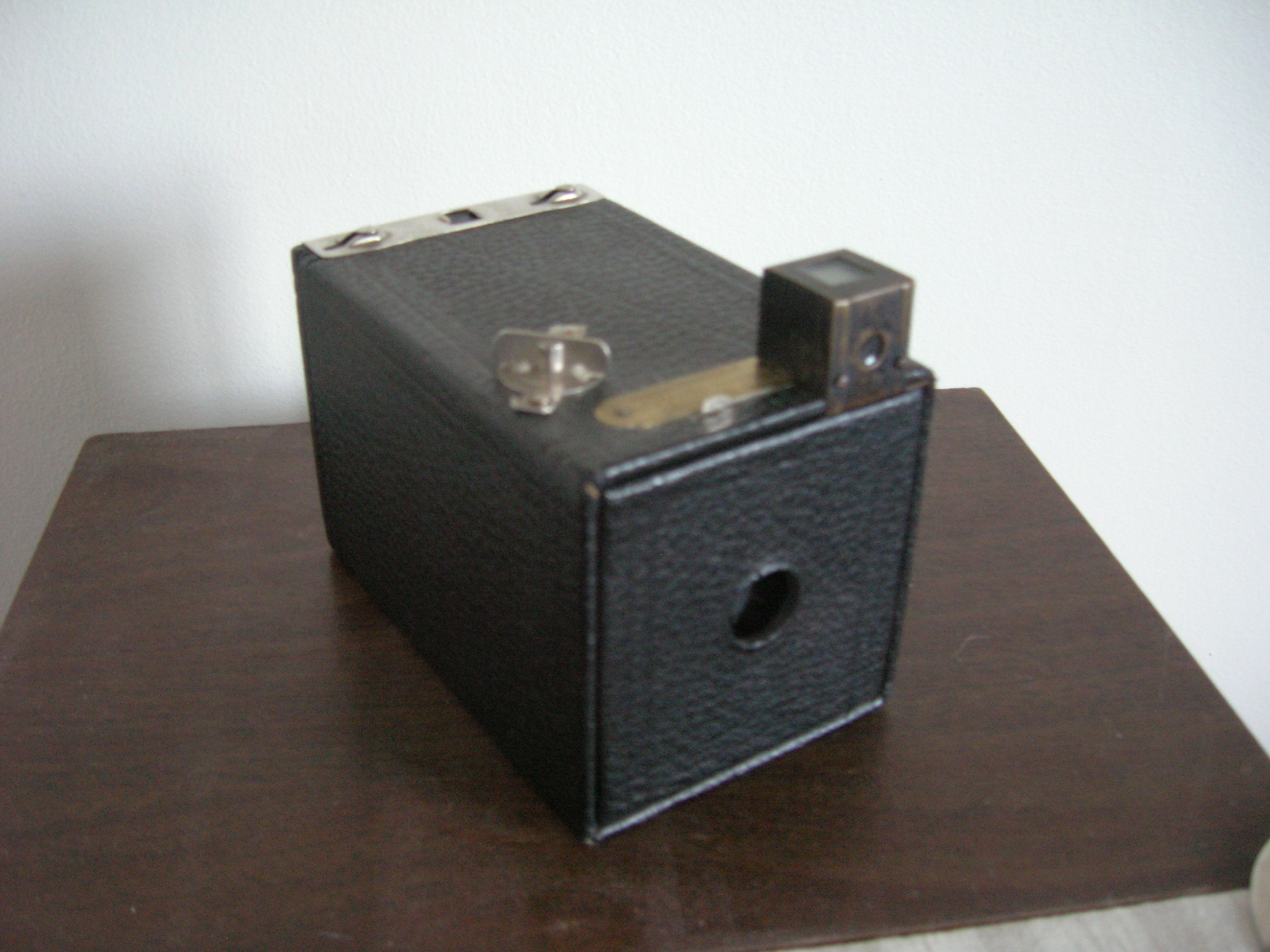
Le Brownie no 1 vendu un dollar en 1900.
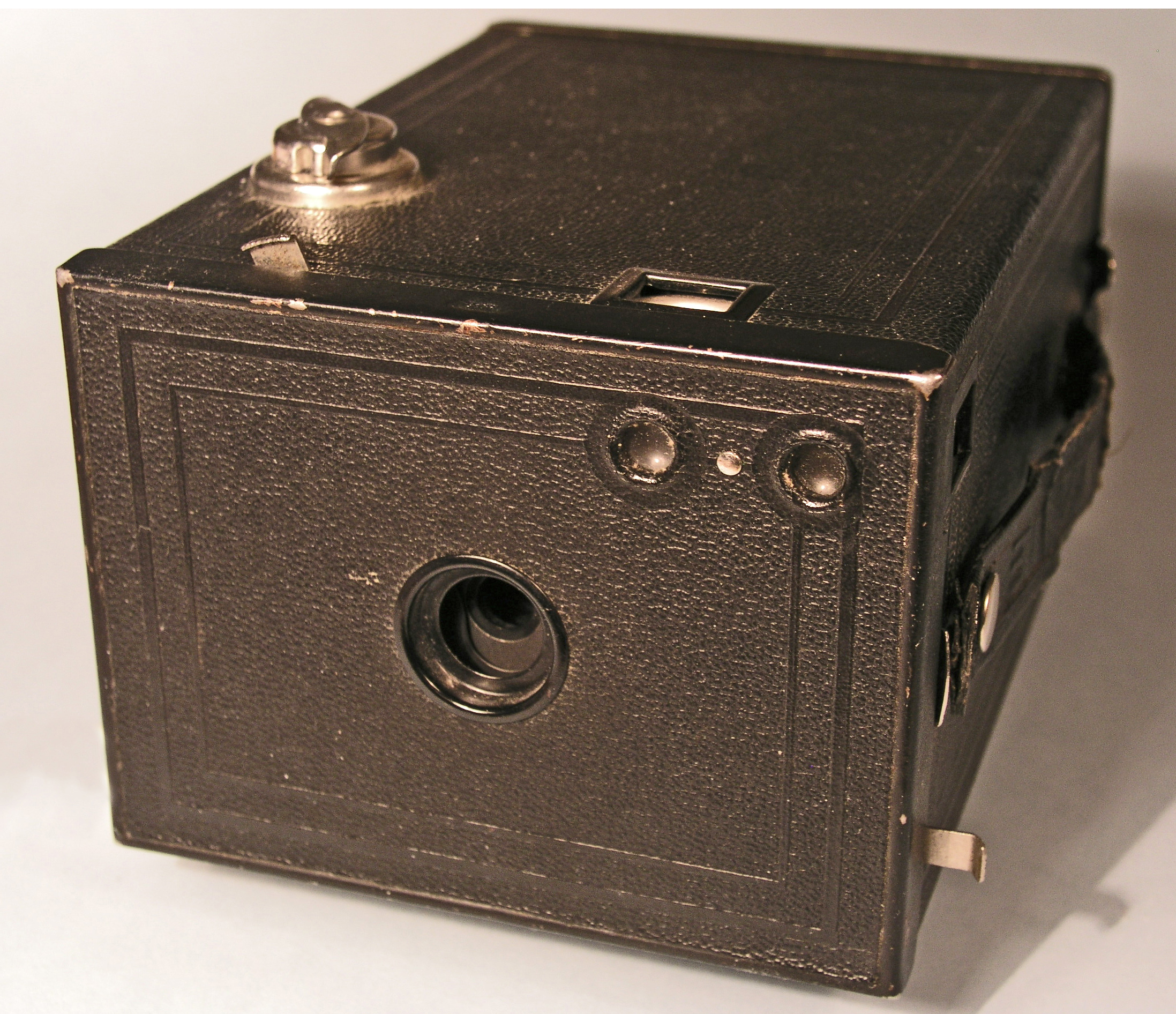
Le Brownie no 2 produit de 1901 à 1933.
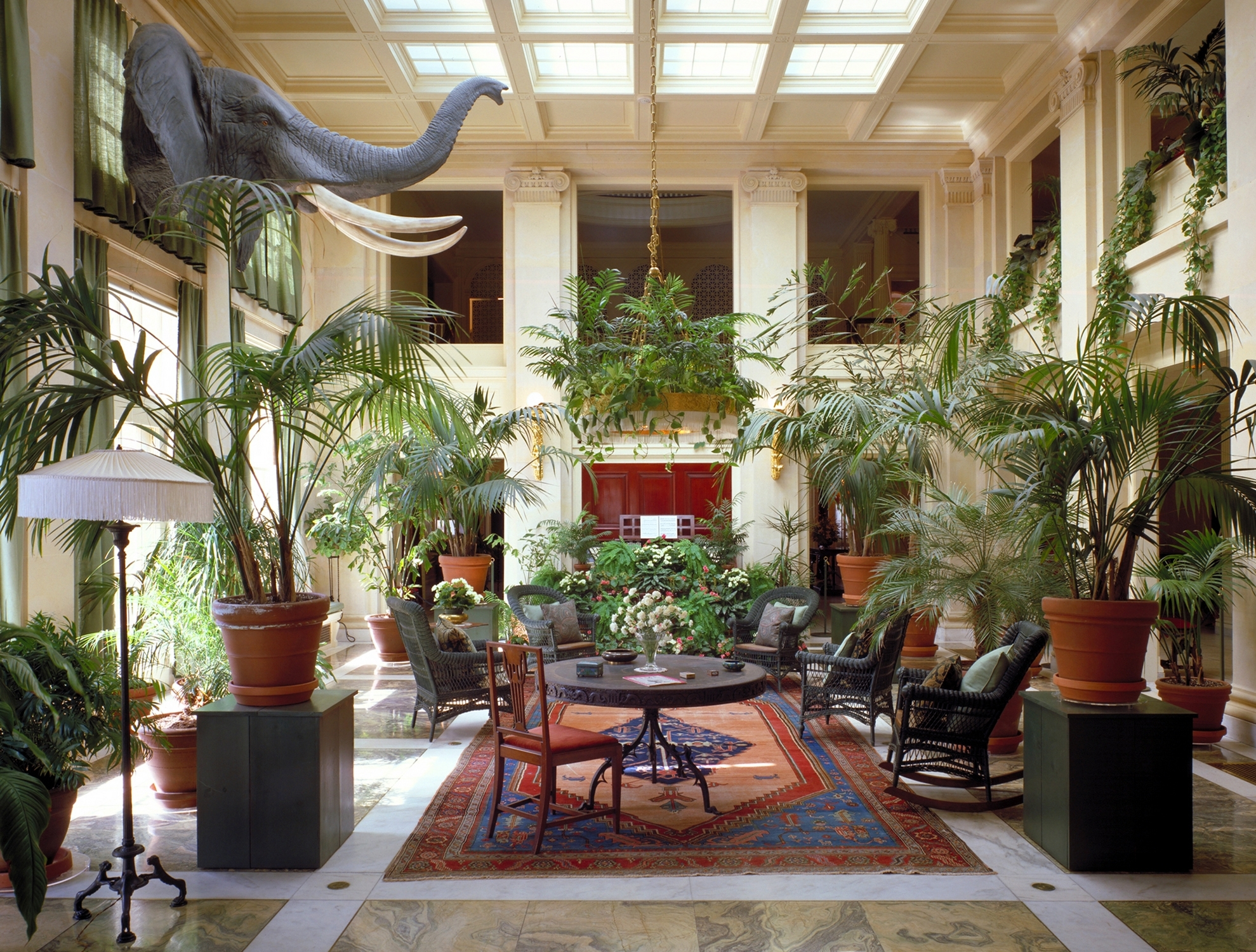
La George Eastman House.